# ナイヨ・ナイヨ・ナイト
「ナイヨ・ナイヨ・ナイト」は、 1979年3月21日に発売された郷ひろみ30作目のシングル。

## 収録曲
全曲　作詞:阿木燿子／作曲・編曲:筒美京平
1. ナイヨ・ナイヨ・ナイト（3分31秒）
2. 追憶の嵐（4分35秒）